# Dân Hòa, Hải Đông
Dân Hòa (giản thể: 民和回族土族自治县; phồn thể: 民和回族土族自治縣; bính âm: Mínhé Huízú Tǔzú Zìzhìxiàn, Hán Việt: Dân Hòa Hồi tộc Thổ tộc tự trị huyện) là một huyện tự trị dân tộc Hồi, Thổ thuộc địa cấp thị Hải Đông, tỉnh Thanh Hải, Trung Quốc.

## Địa lý
Huyện Dân Hòa cực đông của tỉnh Thanh Hải, có vị trí địa lý:
- Phía đông giáp huyện Vĩnh Kinh, tỉnh Cam Túc
- Phía đông bắc giáp huyện Vĩnh Đức, Cam Túc, tỉnh Cam Túc và huyện Honggu, thành phố Lan Châu
- Phía tây và phía nam giáp huyện tự trị dân tộc Bảo An, Đông Hương và Salar Tích Thạch Sơn, tỉnh Cam Túc
- Phía bắc và tây bắc giáp Hạt tự trị Huasala, Hạt tự trị Hualong Hui, huyện Ledu.

Huyện là nơi người Thổ cư trú khá đông đúc và tập trung ở phía đông nam của huyện.

## Hành chính
Huyện Dân Hòa được chia thành 8 trấn: Xuyên Khẩu (川口镇), Cổ Thiện (古鄯镇), Mã Doanh (马营镇), Quan Đinh (官亭镇), Ba Châu (巴州镇), Man Bình (满坪镇), Lý Nhị Bảo (李二堡镇), Giáp Môn (硖门镇) và 14 hương: Mã Trường Viên (马场垣乡), Bắc Sơn (北山乡), Tùng Thụ (松树乡), Tây Câu (西沟乡), Tổng Bảo (总堡乡), Long Trị (隆治乡), Đại Trang (大庄乡), Chuyển Đạo (转导乡) Tiền Hà (前河乡), Cam Câu (甘沟乡), Trung Xuyên (中川乡), Hạn Bát (杏儿乡), Hạch Đào Trang (核桃庄乡), Tân Dân (新民乡).